# Accord général sur le commerce des services
Lire en ligne

Sur le site l'Organisation mondiale du commerce (OMC) : Texte de l'Accord

Accord général sur les tarifs douaniers et le commerce
L'Accord général sur le commerce des services (AGCS, ou GATS en anglais pour General Agreement on Trade in Services) constitue l'annexe 1B de l'accord de Marrakech instituant l'Organisation mondiale du commerce (OMC) en 1994. Il s'agit d'un accord multilatéral de libéralisation des échanges de services.

## Histoire

### Contexte
En 1994, l'OMC remplace l'Accord général sur les tarifs douaniers et le commerce (GATT) de 1947, qui lui est intégré (annexe 1A). Lors du cycle de négociation d'Uruguay (Uruguay round) entre 1986 et 1994, prélude à la refondation de l'OMC, les pays contractants décident d'intégrer aux négociations un accord plus spécifique sur les services, l'AGCS, ainsi qu'un autre dédié aux Aspects des droits de propriété intellectuelle qui touchent au commerce (ADPIC). Depuis son entrée en vigueur le 1er janvier 1995, l'acte fondateur de l'OMC concerne donc désormais 3 secteurs : les marchandises (reprise du GATT, annexe 1A), les services (annexe 1B) et la propriété intellectuelle (annexe 1C). En 2009, l'OMC compte 153 membres, tous étant parties contractantes à chacun des accords énoncés ci-dessus et dont le texte original est déposé au siège de l'organisation, à Genève.
Pendant très longtemps, l'intégration des services dans les accords commerciaux ne fut pas considérée comme essentielle, pour la bonne raison que ceux-ci étaient vus comme des activités principalement domestiques, dont il est difficile de faire un commerce transfrontalier (par exemple un coiffeur). Certains secteurs, tels le rail ou les télécommunications, étaient, par le coût et l'importance de leurs infrastructures, récemment encore vus comme des monopoles naturels de l'État. Enfin, un troisième type de services comme l'éducation, la santé et la couverture sociale de base, sont de même considérés par la plupart des sociétés comme du domaine exclusif de l'État, pour des raisons évidentes de cohésion régionale et sociale, et justifient une stricte régulation face à la rudesse des marchés.
D'autres types de services, notamment la finance internationale et le transport maritime, sont cependant ouverts à la concurrence depuis parfois des siècles et forment un complément naturel au commerce des marchandises. Certains secteurs ont par ailleurs subi de profondes transformations économiques et/ou réglementaires dans les dernières décennies, s'ouvrant aux participations privées et remettant en cause la pertinence de certains monopoles (les télécoms constituant dans ce domaine un cas d'école). L'arrivée d'Internet (qui permet l'accès à un large éventail de services en ligne) et d'une manière plus générale l'avènement d'une société post-industrielle dans les pays développés a également contribué à changer la donne. Aujourd'hui, on estime qu'un quart du commerce international concerne des services (chiffre qui ne prend pas en compte les services échangés dans les marchés domestiques - par ex. le coiffeur).

### Après la création de l'OMC
Certains points qui ont été abordés lors des négociations de l'AGCS mais qui n'ont été l'intégrés à l'accord final, ont été renégociés peu de temps après la ratification de l'AGCS :
- Un protocole intermédiaire portant sur les services financiers, regroupant 29 membres, a été signé en juillet 1995, avant mis en œuvre en septembre 1996[3],[4]. Le protocole final sur les services financiers, comprenant 70 membres, a été signé en novembre 1997 et mis en place en mars 1999[3],[4]. Il est devenu le deuxième protocole annexé à l'AGCS[4].
- Un protocole sur le déplacement physiques de certaines professions, entre 6 membres dont l'Union européenne, a été signé le juillet 1995, puis mis en place janvier 2016[5],[6]. Il est devenu le troisième protocole annexé à l'AGCS
- Un protocole sur les télécommunications, concernant  69 états membres, a été mis en place en février 1998[7],[8]. Il est devenu le quatrième protocole annexé à l'AGCS[8].

Le cycle de Doha débuta officiellement en novembre 2001, après la 4e conférence interministérielle qui se tint dans la capitale du Qatar. Ce cycle vise à discuter de l'ouverture progressive des marchés nationaux, notamment en matière de services.
Initialement prévues pour se terminer le 1er janvier 2005, les négociations ont été prolongées à plusieurs reprises faute d'accord entre les parties pour finalement se terminer sur un constat d'échec après une dernière réunion à Genève le 24 juillet 2006. Par la suite, des réunions ont donné lieu pour la première fois à un accord sur un socle minimaliste, appelé paquet de Bali.

## Fonctionnement
L'accord et les négociations qui y mènent sont basés sur une approche fondée sur des demandes et des offres: chaque partie produit une liste d'engagements des secteurs qu'elle s'engage à libéraliser, ainsi qu'une liste de demandes communiquée à chacun des autres pays et où elle indique les secteurs qu'elle aimerait voir ceux-ci libéraliser à leur tour. Si pratiquement tous les types de services sont négociables, un pays peut aussi considérer que certains secteurs doivent rester un domaine national protégé et peut ainsi ne pas les inclure dans sa liste d'engagements.

### Structure de l'Accord
Le préambule contient des considérations générales sur les motivations de cet Accord : il s'agit de favoriser la croissance économique en développant le commerce de services au niveau international, tout en intégrant les pays en voie de développement au processus, mais en leur reconnaissant une certaine marge de protection « afin de répondre à des objectifs de politique nationale ».
L'Accord lui-même comprend 28 articles, plus un 29e contenant des annexes d'égale longueur au reste du texte. Les articles sont regroupés en 6 parties.

#### Portée et définition de l'Accord (article 1)
L'article premier entend définir quels types de fourniture de services sont visés par l'Accord. Il décrit quatre vastes catégories (également appelées modes), qui indiquent les différents types de négociation et de législations nationales qui seront affectées (art. 1.2), :
1. Les services transfrontaliers, où seul le service franchit la frontière (par ex. un service de traduction en ligne) ;
2. La consommation à l'étranger (ex. : le tourisme, ou la réparation d'un véhicule à l'étranger) ;
3. La présence commerciale à l'étranger (ex. : l'établissement d'une succursale) ;
4. La présence commerciale de représentants du pays d'origine (cela concerne surtout les expatriés - les travailleurs migrants ne sont pas couverts par l'Accord, puisqu'ils ne sont pas rattachés à une entreprise dans leur pays d'origine).

Les services faisant l'objet de ces négociations peuvent recouvrir un ou plusieurs de ces modes.
Enfin, l'article spécifie que ne sont pas inclus les services « fournis dans l'exercice du pouvoir gouvernemental », c’est-à-dire les services à but non commercial et qui ne sont pas en concurrence avec d'autres fournisseurs de services. Au sens strict du terme, cela concerne les domaines régaliens de l'État (armée, police, justice, etc.). Voir plus bas : les services concernés.

#### Obligations générales
Cette partie (art. 2 à 15), de loin la plus longue, concerne les règles de bases qui s'appliquent à tous les membres et, sauf exceptions, à tous les services. Un certain nombre d'articles indiquent que d'autres négociations devront être ouvertes ou menées pour régler les éventuels problèmes de distorsion (marchés publics (art. 13), subventions (art. 15)) : ces indications relativement vagues trahissent le fait que l'Accord a été signé alors que le cycle d'Uruguay touchait à sa fin - certaines dispositions ne traitent donc que d'orientations souhaitées, sans rentrer dans les détails.
Les dispositions-clefs du GATT sont ici reprises, notamment la clause de la nation la plus favorisée (art. 2). Cette provision indique qu'un pays signataire ne peut pas accorder moins de privilèges à un pays qu'il n'en a déjà accordé à un autre (égalité de traitement).
Autre point important: l'obligation de transparence (art. 3) qui demande aux États contractants de diffuser le plus vite et le plus largement possible toutes modifications de la loi qui affecterait le fonctionnement d'un commerce (par ex. le renforcement des règles d'hygiène ou une exigence nouvelle en matière de diplômes), de manière que toutes les entreprises puissent s'informer des conditions d'exercice et les modalités d'enregistrement dans un pays donné (cette condition étant contraignante pour les pays développés mais pas pour les pays en voie de développement). De même, les États sont invités à mettre en place des commissions visant à faciliter la reconnaissance mutuelle des titres et diplômes (art. 7), de préférence par le biais de normes internationales (comme pour les experts-comptables, par exemple).
L'article 8 évoque la situation d'un monopole abrité par un Membre - deux situations importantes sont indirectement évoquées:
- Une entreprise en état de monopole ne peut pas s'appuyer sur celui-ci pour entrer en concurrence avec d'autres entreprises sur d'autres marchés. Par exemple, EDF ne peut faire de dumping sur les prix du marché de l'électricité italien en compensant ses pertes par sa situation de monopole en France.
- La nationalisation d'un secteur ou, plus souvent, la simple restriction soudaine d'accès pour les entreprises étrangères (par le biais de taxes à l'importation, par exemple): bien que toujours possible pour un pays, elle doit cependant faire l'objet d'une communication préalable aux partenaires, et une compensation correspondante sera négociée entre les parties (par l'imposition de taxes équivalentes chez l'autre partie par exemple). Cette provision vise à éviter les distorsions de concurrence, où un pays reviendrait sur ses engagements tout en profitant indûment des marchés étrangers restés ouverts.

Une situation d'exception est tout de même évoquée dans l'article 12, où des États dont la balance des paiements est anormalement déséquilibrée peuvent provisoirement restreindre l'accès au commerce des services, sans aller « au-delà du nécessaire » et jusque ce que la situation soit rétablie. Cette disposition s'adresse essentiellement aux pays en voie de développement, qui ont besoin d'un niveau minimal de réserves pour assurer leur plan de développement ou de transition. Ces restrictions seront périodiquement examinées par un comité de l'OMC.
Innovation marquante par rapport au GATT : les Membres reconnaissent à l'article 9 qu'un fournisseur de services pourrait avoir « certaines pratiques commerciales » pouvant limiter la concurrence. Dans le cadre de cette situation « à la Microsoft », les Membres conviennent de se consulter et de coopérer de manière à corriger cette distorsion.

#### Parties techniques
Les autres parties (Engagements spécifiques (art. 16 à 18), Libéralisation progressive (art. 19 à 21), Dispositions institutionnelles (art. 22 à 26) et finales (art. 27 à 29) sont essentiellement techniques et posent deux principes de fonctionnement :
- Les éventuels conflits doivent être réglés devant l'Organe de règlement des différends (art. 22-23), qui fonctionne déjà pour les conflits dans le cadre du GATT.
- L'article 27 permet à un membre de l'OMC de refuser d'accorder les avantages négociés à un pays non-membre.

### Les services concernés
Comme indiqué dans l'article premier de l'Accord, on entend par service « tous les services de tous les secteurs à l'exception des services fournis dans l'exercice du pouvoir gouvernemental ». Le choix est vaste, puisqu'à l'échelle du monde il existe de nombreux exemples de services relevant du monopole d'État dans un pays qui sont confiés à des entreprises privées dans d'autres pays (la fourniture d'eau est essentiellement privée en France, tandis qu'au Danemark ce sont la gestion des services d'incendie et en Suisse l'assurance maladie qui sont confiés à des compagnies indépendantes). La libéralisation complète de chaque secteur n'est pas obligatoire : chaque pays décide du type de service qui sera inclus -ou non- sur sa liste d'engagements.

#### Les services publics: concernés ou pas?
La question centrale réside dans l'interprétation de l'article 1 al. 3 litt. b: des secteurs comme l'éducation et la santé sont-ils des services « fournis dans l'exercice du pouvoir gouvernemental » (tels que l'armée ou la justice, comme indiqués plus haut) ou tombent-ils dans le cadre de l'AGCS ?
Les critiques de l'Accord font valoir que la lettre (c) du même paragraphe précise que par « service fourni dans l'exercice du pouvoir gouvernemental s'entend tout service qui n'est fourni ni sur une base commerciale, ni en concurrence avec un ou plusieurs fournisseurs de services ». Et, effectivement, rares sont les secteurs entièrement intégrés et où aucune forme de coexistence n'existe déjà entre services gouvernementaux et privés (entre assurance maladie et mutuelles, école publique et privée, universités et grandes écoles privées par exemple).
Le problème, complexe, aborde plusieurs questions fondamentales, à commencer par la définition exacte d'un service public : s'agit-il d'un service qui doit être apporté à tous, et doit-il être fourni obligatoirement par l'État (les télécoms sont un exemple de service public assuré par le privé) ? Est-ce qu'une « base commerciale » correspond à la simple vente d'un service (mais alors quid du paiement d'un prix forfaitaire pour une hospitalisation, établi afin de responsabiliser les usagers ?), ou à sa vente pour un profit (que faire si un service public dégage « accidentellement » un profit, comme un fournisseur d'énergie lorsque l'hiver est particulièrement rigoureux ?).
On peut cependant évoquer un rapport de juillet 2005 publié par l'OMC : celui-ci conclut que, si presque tous les types de services peuvent d'une manière ou d'une autre être en fin de compte inclus dans le cadre de l'ACGS, le plus sage pour les pays contractants soucieux de ne pas prendre de risques sur des questions politiquement et socialement incertaines sera tout simplement… ne pas inscrire les services concernés sur leurs listes d'engagement, auquel cas ils ne seront pas couverts par l'Accord.

### Les négociations
L'ouverture des marchés nationaux se négocie au long de cycles de négociations qui comme pour le GATT sont prévus pour durer plusieurs années et sont basés sur le principe du « donnant-donnant ». Chaque partie contractante prépare une liste d'engagements désignant ceux des 12 secteurs, 155 sous-secteurs, et 4 modes de services pour lesquels elle envisage une libéralisation, et jusqu'à quel degré: les pays développés présentent en moyenne près de 100 secteurs pour libéralisation, soit 2,5 fois plus que les pays en voie de développement, et 4 fois plus que les pays les moins avancés.
Les États préparent également une liste de demandes pour chacune des autres parties, où les secteurs d'intérêts pour négociation sont évoqués (toujours sur le principe « je voudrais que mes entreprises puissent vendre librement des assurances par le biais de succursales sur ton territoire (mode 3, ainsi que vu plus haut), en compensation je laisse les tiennes accéder aux à mon marché de courtage ou de fret et y envoyer directement des représentants (modes 1 et 4) »). Une fois un cycle de négociations clos, l'article 19 de l'Accord prévoit clairement qu'un nouveau cycle doit être préparé, permettant de poursuivre le processus de libéralisation jusqu'à ce que, à terme, il n'y ait plus de restrictions au commerce des services entre les parties contractantes. L'article 19 n'est en soi pas contraignant quant à la date de départ de chaque nouveau cycle après celui de Doha (l'AGCS est un accord et non pas un traité): les parties contractantes pourraient tout aussi bien décider qu'elles ont assez libéralisé leurs marchés pour l'instant et décider de reporter l'ouverture de nouvelles discussions.
Les négociations se tiennent à huis clos et leur contenu est strictement confidentiel, de même que la plupart des listes de demandes: la plupart des pays rendent publics des résumés d'ordre général, mais ne font que survoler les thématiques évoquées en quelques feuillets, alors que les listes exactes transmises aux pays représentent des documents techniques longs de plusieurs centaines de pages (le total des listes pour les négociations du GATT représente environ 30 000 pages).
Si la plupart des pays sont par exemple disposés à négocier l'ouverture de leurs marchés respectifs de prestations informatiques, beaucoup moins proposent de faire de même avec leurs services éducatifs ou de santé. De plus, les disparités entre le Nord industriel et le Sud plus agricole font que la vaste majorité des pays africains et la totalité des pays les moins avancés n'ont déposé aucune liste d'engagements : il n'est d'aucun intérêt pour ceux-ci de libéraliser des services où ils ne sont pas compétitifs tant que les pays avancés refuseront de réformer leurs propres subventions agricoles, ainsi que l'accès à leurs marchés dans ce domaine. Alors que les premières offres d'engagement auraient dû être déposées au plus tard en mars 2003, plus du tiers des 148 membres n'avaient toujours rien soumis à la mi-2005, renforçant la probabilité d'un échec du cycle.

#### AGCS et UE
En tant qu'union douanière et puissance commerciale de premier plan dont l'économie est désormais largement fondée sur les services, l'Union européenne est fortement impliquée dans les négociations en cours. Mais bien que chacun des pays membres de l'Union soit aussi membre de l'OMC, aucun ne participe directement aux négociations - ce pour deux raisons intimement liées:
- Les négociations sont menées par des représentants de la Commission européenne, dont la délégation est accompagnée d'une dizaine d'organisations non-gouvernementales ayant le statut d'observateurs et représentant différents secteurs de la société civile. Les organisations faisant des recommandations sont des lobbies d'entreprises (Forum européen des services) et des syndicats divers ou altermondialistes ATTAC[15],[16].

- Ce pouvoir de négociation a été attribué à la Commission par le biais de l'arrêt AETR (1971) : celui-ci indique en effet que dans les domaines où des compétences ont été transférées au niveau européen, les États membres ne sont plus en droit, pour des raisons de cohérence, de contracter avec des États tiers des obligations affectant des règles communes (en l'occurrence ici le commerce).

Enfin, tous les accords signés par les États membres avant leur adhésion leur restent propres - ils n'ont pas à changer leurs engagements pour adopter ceux des Communautés.
Dans la pratique, les États européens négocient d'abord entre eux les engagements sectoriels qu'ils sont prêts à voir la Commission prendre en leur nom, avec leurs éventuelles limitations (qui peuvent être propres à chaque pays). Les négociateurs européens font alors leur la liste issue de ces « pré-négociations » et l'utilisent comme base pour mener leurs propres discussions à l'OMC.
Le représentant de la Commission auprès de l'OMC a rang d'ambassadeur. Depuis le 1er septembre 2000, il s'agit du Néerlandais Carlo Trojan.
D'une manière générale, la position de l'Union est très ouverte sur la plupart des services (elle fait partie des contractants ayant fait le plus de propositions d'engagements), tout en revendiquant une protection (et donc non-négociabilité) des secteurs de l'audiovisuel, de la culture, de la santé et de l'éducation.

## Critiques

Logo des collectivités se déclarant « zone hors AGCS »

L'AGCS oblige les États à créer un environnement compétitif entre entreprises publiques et privées : en pratique, cela se traduit soit par une diminution des subventions aux premières, soit par l'aménagement d'aides particulières pour les entreprises privées. Les subventions au niveau des communes sont aussi visées par l'AGCS.
Les critiques adressées à cet Accord sont en substance les mêmes que celles concernant le GATT et, depuis 1994, l'OMC : présence d'éléments de supranationalité sans contrepartie démocratique, opacité autour des négociations, et enfin asymétrie des thèmes libéralisés, où les grandes puissances industrielles accèdent à de nouveaux marchés de biens et services tout en continuant à surprotéger leurs secteurs agricoles respectifs. Cette dernière critique est d'ailleurs reprise par le groupe du G22, regroupant les pays du Sud opposés aux subventions agricoles, qui ont fait échouer les négociations de Cancún en 2003 faute d'accord liant services et agriculture.
Les groupes altermondialistes reprochent pour leur part à l'AGCS de faire partie d'un agenda néolibéral qui, dans le cas particulier des services, prendrait le pas sur le bien-être réel des populations concernées, en se concentrant uniquement sur la marchandisation des services publics essentiels (tels l'éducation ou le système de santé). Le fait que des secteurs, considérés comme du domaine étatiques, puissent faire l'objet de négociations non-démocratique présagerait selon eux à terme la disparition du pouvoir de régulation des États et donc, de son rôle historique. Plusieurs ouvrages et films documentaires ont par ailleurs été consacrés au sujet.
Des municipalités et collectivités territoriales, dans plusieurs pays, ont décidé de se coordonner pour protester contre la mise en place de cet accord. Symboliquement, elles se déclarent « Zone hors AGCS ».